# Michael Drayton

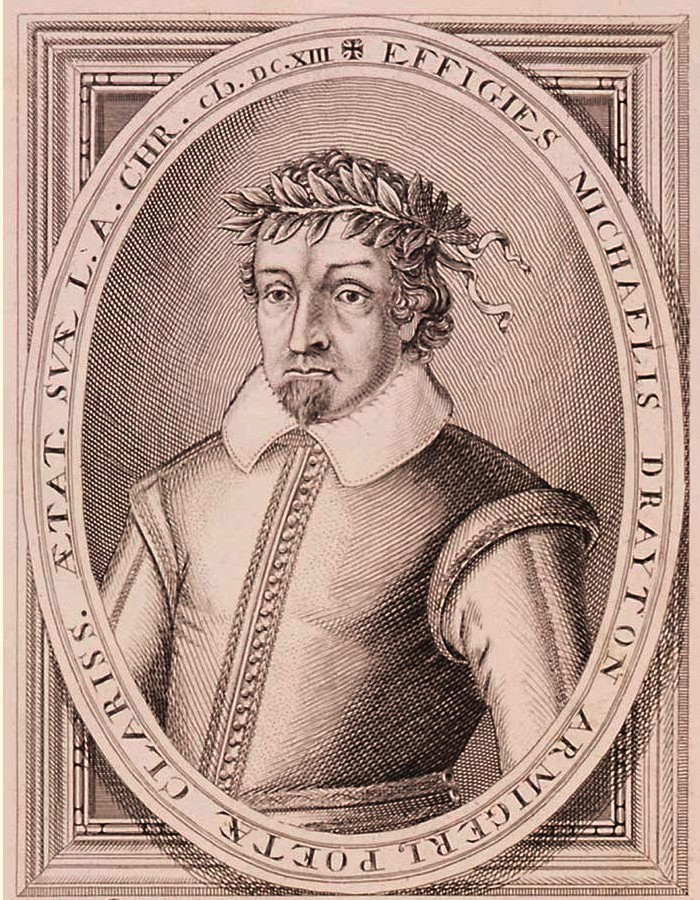
Michael Drayton

Michael Drayton (Harshull, Warwick, 1563 — 23 de dezembro, 1631) foi um poeta inglês que se destacou na era isabelina.
Em sua obra utiliza a maioria das formas da poesia de seu tempo, salvo a épica italiana. Merecem especial atenção as pastorais, as elegias e as canções. 
Compôs um extenso poema, intitulado Polyolbion, mostra de sua extensa cultura, pois contém valiosas descrições de montes, rios, vales e florestas ingleses, com muitas lendas e relatos históricos.
Dos poemas bucólicos destaca o intitulado Nymphidia e do resto de sua produção, as Epístolas heróicas, A batalha de Agincourt e as Guerras Baroniais. Ele está enterrado na Abadia de Westminster.